# Oxygonum hirtum
Oxygonum hirtum är en slideväxtart som beskrevs av Albert Peter. Oxygonum hirtum ingår i släktet Oxygonum och familjen slideväxter. Inga underarter finns listade i Catalogue of Life.